# Foilcat

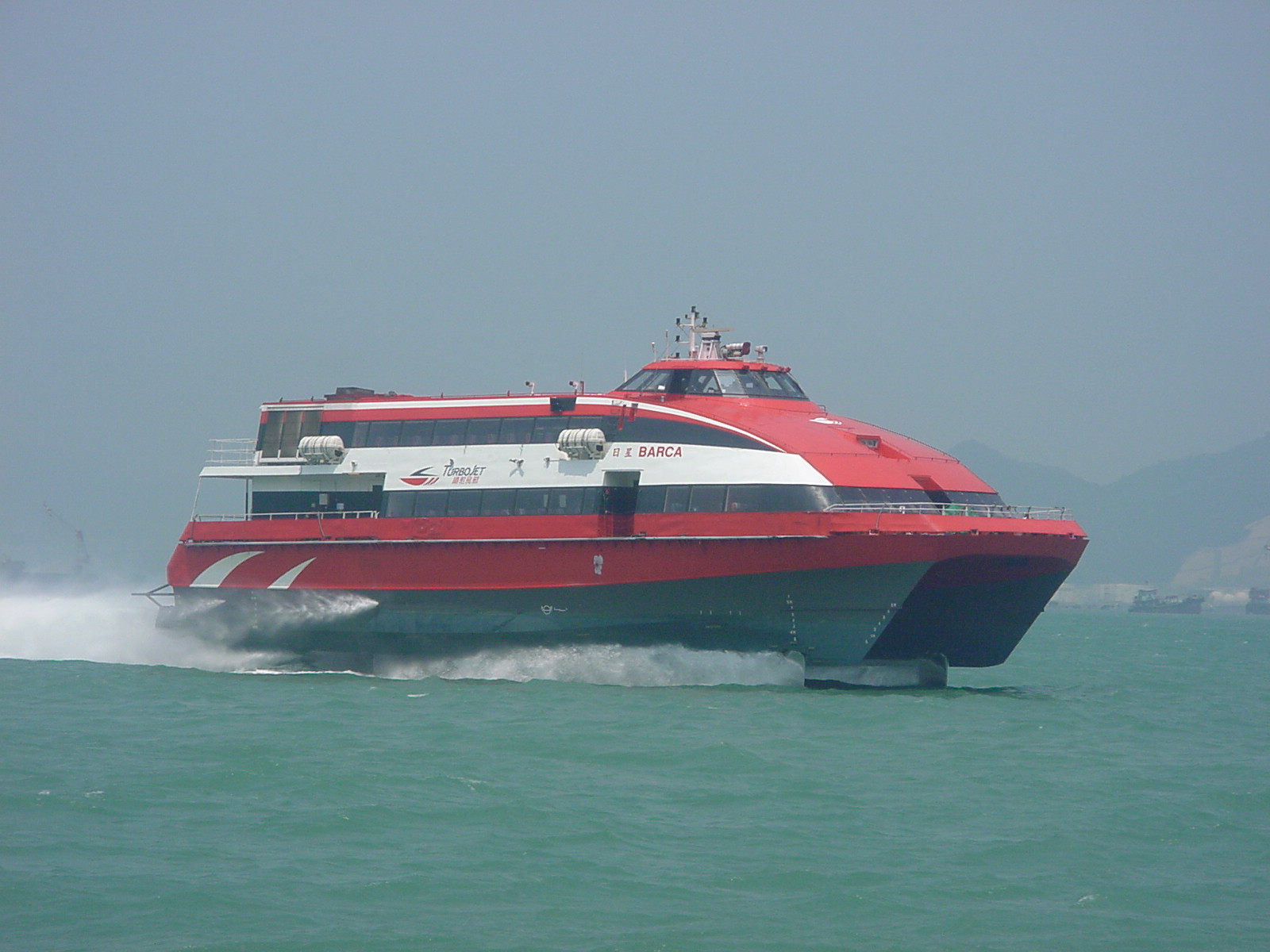
噴射飛航「日星」號 Foilcat 型雙體水翼船

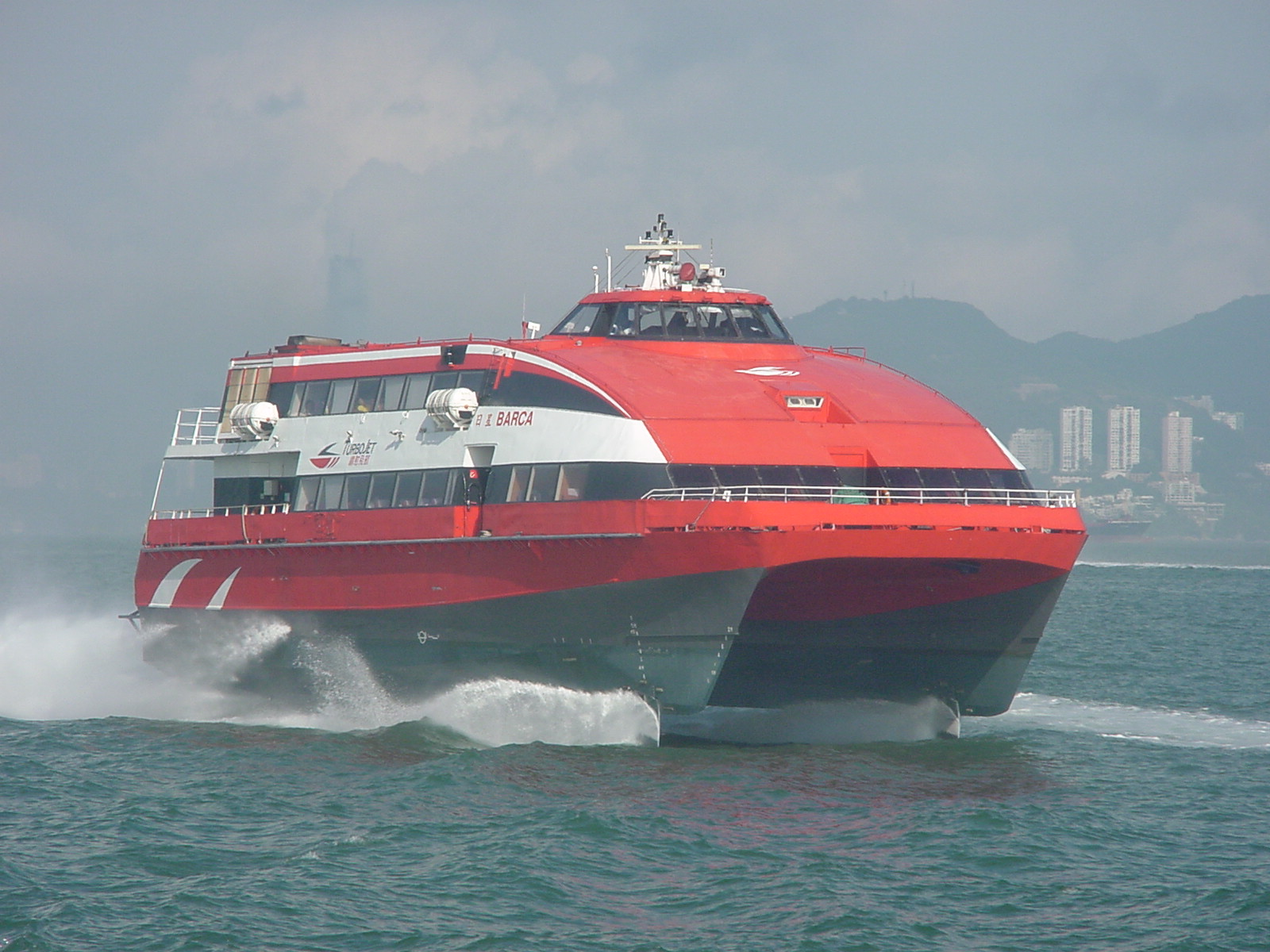
噴射飛航「日星」號 Foilcat 型雙體水翼船

Foilcat，由挪威斐聲船廠 (Kværner Fjellstrand a.s.) 生產的噴射水翼雙體船款，亦可稱水翼輔助雙體船，全由香港噴射飛航購入。

## 概要
此型號水翼船採用雙體船身並附四組全浸式水翼，使用以往僅軍用導彈快艇使用的通用電氣製LM500型燃氣噴水引擎驅動。

## 規格
- 速度：約50節
- 長度：35米
- 水線長度：31.5米
- 寬度：12米
- 塑造深度：4.2米
- 吃水，翼柱升起：2.55米
- 吃水，翼柱放落：4.70米
- 旅客定員：403-423名
- 總重：561噸
- 淨重：193噸

## 關連項目
- 波音929：Jetfoil
- PS30：仿製的波音929
- FlyingCat：同廠生產的高速雙體船
- Super Shuttle 400：世界上另一款水翼輔助雙體船